# Lúčky (Dolina Demianowska)

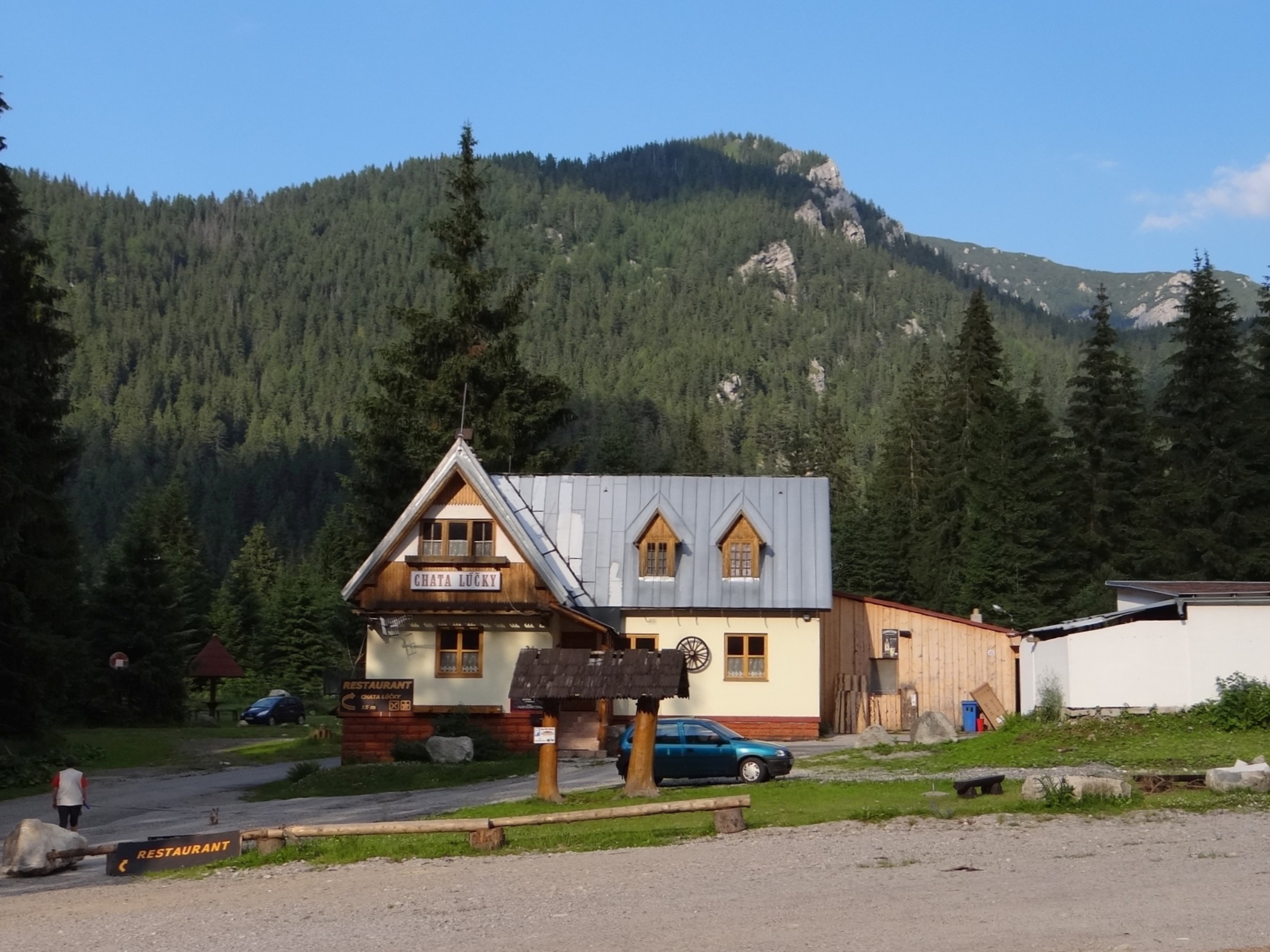

Lučky – miejsce w środkowej części Doliny Demianowskiej (Demänovská dolina) na Słowacji. Znajduje się na wysokości 930 m n.p.m. w widłach dwóch źródłowych cieków Demianówki, między szczytami Ostredok (1167 m) i Krakova hoľa (1752 m). Lučky jest częścią narciarsko-turystycznego kompleksu  Jasná. Przez Lučky prowadzi asfaltowa droga. Jest tutaj polana, parking, rozdroże szlaków turystycznych, dolna stacja jednego z wyciagów narciarskich oraz hotele: Energetik, Chata Lučky i U Medveďa. 
Szlaki turystyczne
  Lučky – Pod Krčahovom – Široká dolina – Široká dolina zaver – Krúpova hoľa. Czas przejścia: 3 h, ↓ 2 h
  Lučky – Pod Krčahovom – przełęcz Javorie. Czas przejścia: 1.45 h, ↓ 1.30 h